# 대한민국의 텔레비전
대한민국에는 다수의 전국 텔레비전 네트워크들이 있으며, 그 중에서 3대 방송국은 KBS, MBC, SBS이다. 주요 텔레비전 스튜디오는 대부분 여의도와 상암동에 있다.
1956년 5월 12일 상업적으로 운영되는 텔레비전 방송국인 대한방송이 개국하였다.
텔레비전 대부분의 장르는 연속극 드라마, 사극, 예능, 게임, 뉴스 프로그램, 다큐멘터리를 포함한다. 이 세 방송사는 최근 몇 년간 점점 더 사치스러운 사극을 제작했다. 일부 한국 텔레비전 프로그램은 KBS 월드와 같은 채널 같이 외국의 위성 및 다문화 채널에서 이용할 수 있다. 한국의 텔레비전 드라마는 동아시아, 남아시아, 동남아시아 국가들에서 널리 인기를 끌었고, 나중에 국제적으로 대중화되었는데, 완성된 자막과 함께 시리즈의 비디오 테이프나 DVD를 다른 언어로 사용할 수 있게 되면서, 온라인 자막 웹사이트도 수많은 팬클럽에 의해 만들어지고 있다. 전 세계 청중에게 쇼핑 채널은 최근 몇 년 사이에도 꽤 인기를 끌었다.
한국에는 티브로드, C&M, CMB, CJ 헬로비전 등 케이블 사업이 많고, 인터넷 멀티미디어 방송사업법이 입법화한 이후에, IPTV 선두 업체인 KT를 시작으로, 후발 업체인 SK브로드밴드, LG유플러스가 IPTV 상용 서비스를 개시하였다. 케이블 TV보다 가입자 수가 포화 상태에 이르고 있는 IPTV(인터넷 멀티미디어 방송) 서비스의 경우, 전국적으로 약 1400만 명으로 추산된다.

## 역사
1950년대 초반 미국의 RCA는 중고 흑백 텔레비전 수상기를 판매하기 위한 마케팅 전략의 일환으로 대한민국의 텔레비전을 처음 도입하였다. 이 시기 파고다공원, 서울역, 광화문 등지에 텔레비전 수상기가 전략적으로 설치되었으나, 한국 내에서 본격적인 방송국이 설립된 것은 1956년 HLKZ-TV가 개국하면서부터였다. HLKZ-TV는 KORCAD(RCA 한국 배급회사)의 일부로 운영되었으며, 이 해에는 한국 최초의 텔레비전 드라마 《천국의 문》이 방영되었다. 기획자 최창봉은 이 15분 분량의 드라마를 위해 두 달 반에 걸쳐 대본을 수정하고 세트를 준비했으며, 한국 최초의 특수효과도 시도하는 등 방송 준비에 심혈을 기울였다.
1960년대 초반부터 대한민국의 텔레비전 방송은 급격한 성장을 이루었다. 1961년 10월 1일 문화공보부 산하의 본격적인 텔레비전 방송국 HLKA-TV(現 KBS 1TV)가 설립되며 본격적인 방송 시대가 열렸다. 이어 1964년에는 동양방송(TBC-TV)이 개국하며 한국 최초의 민영방송국으로 자리잡았고, 이 방송국은 1980년까지 운영되었다.
텔레비전 보급률이 낮았기 때문에, 아폴로 11호의 달 착륙 장면은 특별 편성을 통해 제한적으로 중계되었다.
두 번째 민영 방송인 MBC-TV는 1969년에 개국하였고, 텔레비전 산업은 큰 발전을 이루었다. 1969년 이후에는 KBS, TBC, MBC 간 치열한 경쟁이 방송계를 특징지었다.
1970년대에는 정부의 언론 통제가 두드러지게 나타났다. 1972년 박정희 대통령 정부는 계엄령을 선포하며 언론에 대한 검열을 강화하였다. 방송법 개정을 통해 방송의 질을 높인다는 명분 아래 모든 방송 프로그램에 대해 사전·사후 검열을 실시하였으며, 사실상 정부 주도의 방송 독점을 위한 조치라는 비판이 일었다.
텔레비전 보급률이 크게 증가함과 동시에 냉장고, 세탁기 등 기타 가전제품의 보급 또한 급격히 확대되었다.
1980년대는 한국 텔레비전 산업의 황금기로 평가받는다. 방송시간은 1979년 주당 56시간에서 1989년에는 88.5시간으로 증가하였고, 방송국 수는 12개에서 78개로 늘었으며, 텔레비전 수상기 보급률도 400만 대에서 600만 대로 급증하였다. 비록 수출용으로는 컬러 TV가 이미 생산되고 있었지만, 국내에서는 1980년 말이 되어서야 컬러 방송이 공식적으로 시작되었다. 컬러 방송의 도입은 방송사 간 경쟁을 더욱 심화시켰다. 그러나 전두환 정권 시기에는 언론 탄압이 이어졌고, 다수의 신문사, 방송사, 출판사들이 강제로 폐쇄되거나 통합되었다.
이 과정에서 TBC-TV는 KBS에 흡수되어 KBS 2TV로 재편되었다. 1987년 민주화 이후에는 방송의 정치적 독립성을 보장하기 위한 다양한 제도적 장치들이 마련되었고, 예컨대 MBC의 정치적 독립을 위해 방송문화진흥회가 설립되었으며, KBS 역시 정치적 영향에서 벗어나기 위한 제도들이 도입되었다.
1990년대 초 케이블 텔레비전의 도입과 함께 정부는 다채널, 다목적 케이블 방송 서비스를 시범적으로 실시하였다.
1991년 12월 SBS가 개국하였고, 1995년 5월을 기점으로 지역 민영방송의 확대가 이루어졌다.
1995년에는 대한민국 최초의 방송통신위성 무궁화 1호가 적도 상공 36,000km 궤도에 발사되었다. 이 시기는 위성방송, 쌍방향 케이블 시스템 등 신기술의 도입으로 한국 방송산업에 커다란 변화를 가져온 시기이며, 이러한 기술 발전을 바탕으로 방송은 향후 정보사회에서 더욱 중추적인 역할을 담당하게 되었다.
1995년 텔레비전은 사실상 전 가정에 보급되어 보급률 100%를 기록하였으나, 2010년대에 들어서면서 점차 하락세를 나타내기 시작하였다.
2009년 7월 22일 뜨거운 정치적 논란 끝에 미디어법 개정안이 국회를 통과하면서 한국의 미디어 시장은 규제 완화 국면에 접어들었다. 이에 따라 2010년 12월 31일 4개의 종합편성 케이블 방송사에 대한 허가가 이루어졌다.
2012년 12월 31일 아날로그 텔레비전 방송 서비스는 공식적으로 종료되었으며, 디지털 텔레비전 방송을 전환되었다.
2010년대와 2020년대에 걸쳐 텔레비전 수상기 시장 점유율이 꾸준히 하락세를 보이고 있다.

## 아시아 인접 국가들의 방송 채널
부산광역시, 울산광역시, 경상남도 동부 지역
- 나가사키방송, 나가사키국제테레비, 나가사키문화방송, TV 나가사키 등은 일본어로 시청할 수 있음

## 같이 보기
- 대한민국 개요
- 대한민국의 스포츠 중계권
- 대한민국의 라디오 방송사 목록
- 대한민국의 종합편성채널